# Trädgårdsmästarens hämnd
Trädgårdsmästarens hämnd (originaltitel: L'Arroseur arrosé, ursprungligen Jardinier et le petit espiègle) är en fransk komedifilm från 1895, regisserad och producerad av Louis Lumière. François Clerc och Benoît Duval medverkar i den svartvita stumfilmen som visades första gången den 10 juni 1895. 
Trädgårdsmästarens hämnd har beskrivits som det tidigaste exemplet på komik i film, och även som den första film som skildrar en fiktiv historia.

## Handling
Den 49 sekunder långa filmen handlar om en trädgårdsmästare som råkar ut för en pojkes skämt. Mannen vattnar sina växter med hjälp av en slang som pojken kommer fram till och ställer sig på. Vattenflödet upphör och när trädgårdsmästaren vänder på munstycket för att kolla vad som är fel, släpper pojken slangen. Mannen blir nerstänkt och hans hatt flyger iväg. Han springer ifatt pojken och agar honom. Trädgårdsmästaren återupptar sedan sin syssla igen.

## Produktion
Trädgårdsmästarens hämnd filmades med en kinematograf som fungerar både som en kamera och en projektor. Filmkameran har en fast position i sekvensen och likt tidigare filmer av Bröderna Lumière användes 35 mm film med bildformatet 1.33:1.

## Om filmen

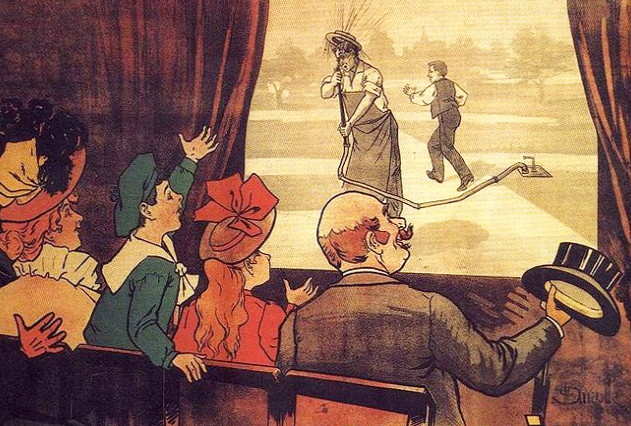
Del av filmens affisch

Under de första åren i filmens historia underhölls publiken av själva uppfinningen. Filmen användes till att demonstrera mediet och dess tekniska egenskaper. Alldagliga händelser som exempelvis en nysning eller ett inrullande tåg hade dokumenterats. I och med Trädgårdsmästarens hämnd togs några av de första stegen mot att föra in berättelsen i filmen.
Den spelades in i Lyon våren 1895. Louis Lumières egen trädgårdsmästare fick spela titelrollen i filmen. 
Filmscenen återanvändes av Georges Méliès i L'Arroseur 1896 och 1958 gjorde François Truffaut en hommage till Lumières skapelse i sin film Les mistons.